# Bassamba
Bassamba est une commune du Cameroun située dans la région de l'Ouest et le département du Ndé, en pays bamiléké. 

## Géographie
La localité est située à 20 km au sud-est du chef-lieu départemental Bangangté. La commune est limitrophe de deux communes du Ndé, Bangangté au nord-est et Tonka au sud-ouest.

## Population
Lors du recensement de 2005, la commune comptait 2 814 habitants. Des sources plus récentes font état de 3 321 habitants.

## Histoire
Bassamba est un groupement de plusieurs villages.

## Économie
Bassamba est une localité essentiellement agricole, considérée grâce à la fertilité de son sol comme le « grenier du Ndé ». 

## Éducation
Elle abrite un lycée bilingue et un CETIC (Centre africain d'excellence en technologies de l'information et de la communication).

## Cultes
La paroisse catholique Saint Michel Archange de Bassamba relève du diocèse de Bafoussam.